# Сорочинский, Илья Степанович
Илья Степанович Сорочинский (1786—1845) — генерал-майор, герой Отечественной войны 1812 года и Заграничных походов 1813—1814 годов. Зять М. И. Кутузова.

## Биография
Из смоленский дворян Юхновского уезда. Родился 26 декабря 1786 года. В военную службу вступил в 1801 году эстандарт-юнкером в Конную гвардию и 2 октября 1803 года произведён в корнеты. С 1810 года ротмистр.
Принимал участие в Третьей коалиционной войне, за отличие в сражении с французами под Аустерлицем награждён орденом св. Анны 3-й степени. Затем Сорочинский сражался с французами в Восточной Пруссии и в конце кампании был ранен, за отличие был награждён орденом св. Владимира 4-й степени. В 1810 году получил чин ротмистра гвардии.
В Отечественную войну 1812 года Сорочинский вновь сражался с французами и за Бородинское сражение получил орден св. Анны 2-й степени. 8 января 1813 года произведён в полковники.
Затем он принял участие в Заграничном походе. За Кульмский бой он 15 сентября 1813 года был пожалован золотой шпагой с надписью «За храбрость». 13 марта 1814 года Сорочинский был награждён орденом св. Георгия 4-й степени (№ 2855 по кавалерскому списку Григоровича — Степанова)
За отличие в деле 13-го марта 1814 года при Фер-Шампенуазе.
Также за это сражение он получил австрийский орден Леопольда малого креста.
Масон, в 1810 году был членом петербургской ложи «Соединённые друзья», входил в организации высших степеней, в том числе и в капитул «Феникс», где носил орденское имя: Рыцарь меча. Во время заграничных походов русской армии руководил работой военно-походных лож: «Александра к военной верности» и «Св. Георгия».
3 января 1817 года Сорочинский был назначен командиром Лейб-Кирасирского Её Императорского Величества полка. В 1818 году произведён в генерал-майоры.
В 1823 году Сорочинский вышел в отставку. С 1827 года состоял при начальнике 1-й гусарской дивизии. В 1835 году уволен «за ранами от службы с мундиром». Жил и скончался в Москве 5 января 1845 года. Похоронен рядом с первой женой в Донском монастыре.

## Семья
Первая жена (с 1 октября 1815 года) — княгиня Екатерина Михайловна Кудашева (26.07.1787—31.12.1826), дочь фельдмаршала и вдова героя «битвы народов» под Лейпцигом князя Н. Д. Кудашева. Ей принадлежало родовое имение в Житомирском уезде Волынской губернии в 800 душ. Похоронена на кладбище Донского монастыря. В браке имели сыновей — Михаила (14.10.1816-07.05.1898; генерал-лейтенант, с отличием участвовал в Крымской войне), Илью (ум. 1861) и Фёдора (17.11.1825); и двух дочерей — Анну и Анастасию (род. 1821; в замужестве княгиня Ухтомская).
Вторая жена (с 27 января 1833 года) — Варвара Петровна Моховая (09.10.1813—18.07.1854), дочь губернского секретаря. Венчалась в церкви села Кулечнова Медынского уезда Калужской губернии. Похоронена на Ваганьковском кладбище.